# طارق محروس
طارق محروس هو المدير الفني لمنتخب الشباب الحاصل على المركز الثالث والمدلية البرونزية في كاس العالم للشباب تحت 21 سنه وهو لاعب سابق في النادي الاهلي المصري . 